# ساحل انتظار
ساحل انتظار فیلمی به کارگردانی و نویسندگی سیامک یاسمی محصول سال ۱۳۴۲ است.
به اشتباه گفته میشود که این فیلم برای اولین بار از موسیقی متن استفاده کرده. 
در صورتیکه از زمانیکه سینما وارد ایران شد، موسیقی متن در تمام فیلمها بوده. 
.. برای نمونه فیلم چهارراه حوادث سال ۱۳۳۳ یا فیلم شب نشینی در جهنم سال ۱۳۳۵
حتی فیلم دختر لر سال ۱۳۱۲ هم موسیقی متن داشته. 
این فیلم، اولین حضور فروزان در سینما بوده. 
تاریخ اکران این فیلم ۱۵ خرداد سال ۴۲ در نظر گرفته شده بود که بعلت وقایع این روز،  اکران آن به تعویق افتاد.

## خلاصه داستان
سماکی به نام قاسم خان که خود را مالک قسمتی از دریا می‌داند، با صیادی به نام احمد بر سر صید ماهی درگیر می‌شود...

## بازیگران
- محمدعلی جعفری
- تهمینه
- محمدعلی فردین
- غلامحسین نقشینه
- تقی ظهوری
- فروزان
- علی زندی
- اکبر خواجوی